# Scufundare la epave

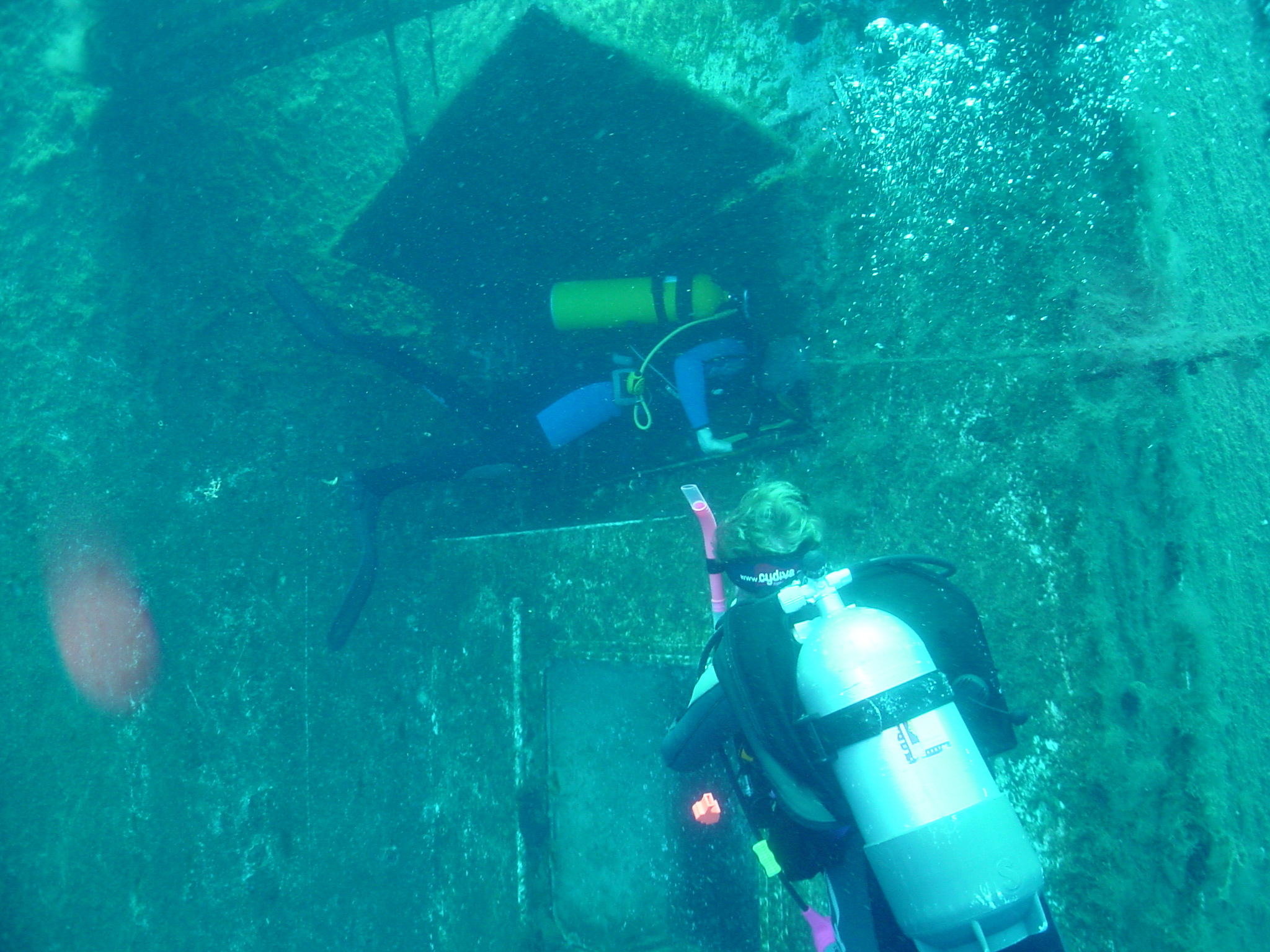
Scafandri cercetând o epavă

Scufundarea la epave reprezintă cercetarea de epave aflate sub apă și constituie una dintre cele mai atractive activități subacvatice, scufundările cu acest scop fiind asemănătoare cu scufundările în peșteri și chiar cu scufundările sub gheață.
Epavele pot fi de dimensiuni și vechimi diferite, situate la mare sau la mică adâncime, în apă de mare sau în apă dulce. Fiecare parte din epavă și conținutul acesteia trebuie să fie considerate ca având valoare istorică și de aceea trebuie ferite de distrugeri.
Datorită faptului că epavele asigură hrană și adăpost pentru multe viețuitoare marine, scafandrii pot adesea observa o mare activitate a vieții subacvatice într-un spațiu relativ restrâns. Scafandrii pot fotografia, filma, să exploreze, sau doar să admire această nouă lume iar scufundătorii în apnee pot să practice și vânătoarea subacvatică.
Poziția unei epave este indicată pe hartă printr-un punct marcat cu indicativul Wk (Wreck-epavă). Acest punct este caracterizat prin coordonatele sale, exprimate în grade de latitudine și longitudine. În cazul epavelor aflate în apropierea țărmului sau în lacuri, poziția epavei este dată prin determinarea de relevmente în raport cu niște repere fixe de pe țărm. O eroare de câteva grade sau câțiva metri în aprecierea distanțelor, poate duce la pierderea localizării epavei. 

## Pericole
Curenții temporari sau permanenți din zona epavei pot crea condiții periculoase care să impună renunțarea la planul inițial de cercetare. 
Undițe de pescuit, cârlige, plase și alte unelte pescărești ar putea fi prinse de epavă, constituind capcane destul de periculoase pentru scafandri. Epavele vechi pot avea acumulate un mare număr de asemenea resturi pe corpul lor, sau pot să fi suferit o serie de acțiuni de „demontare” din partea altor scafandri care le-au vizitat anterior. Ușile, hublourile cabinelor de pe covertă și părțile mișcate de valuri sau de curenți, trebuie asigurate pentru a preveni o eventuală blocare a scafandrului în interior. 

Trebuie folosite „fire-ghid”, iar timpul de scufundare trebuie să se încadreze în limitele de siguranță și să fie respectat cu mare strictețe.
Planificarea scufundării la epavă include folosirea procedeelor și a măsurilor specifice pentru situațiile neprevăzute, precum și alegerea optimă a echipamentului de scufundare și a accesoriilor acestuia.